# Westerloy
Westerloy ist ein Ortsteil von Westerstede, der Kreisstadt des niedersächsischen Landkreises Ammerland. Er liegt südwestlich von Westerstede an der Straße nach Apen.

## Geschichte
Westerloy ist eines der ältesten Dörfer im ehemaligen Kirchspiel Westerstede und wurde als Eschdorf auf mehreren Hügeln inmitten von sumpfigen Niederungen gegründet. Die älteste Hofstelle ist seit 1332 nachgewiesen. Damit war sie gleichzeitig die älteste Hofstelle im gesamten Kirchspiel. 1679 wies das Oldenburger Contributionsregister 12 Hausmann- und 36 Köterstellen sowie 10 Heuerstellen. Damit gehörte es zu den größten Dörfern Westerstedes.
Ähnlich wie Hollwege war Westerloy im Mittelalter bedingt durch seine Lage nur schwer zu erreichen. Dadurch war der Kirchgang nach Westerstede oder der Weg zur Bannmühle beschwerlich, allerdings blieb das Dorf auch von Überfällen der Ostfriesen verschont, die zur damaligen Zeit immer wieder in das Ammerland einfielen.
Die erste Schule in Westerloy wurde 1708 gegründet.

## Unser Dorf hat Zukunft
Westerloy hat mehrfach am Wettbewerb Unser Dorf soll schöner werden teilgenommen, welcher seit 1997 den Titel „Unser Dorf hat Zukunft“ trägt. 1998 konnte es im Bundeswettbewerb die Goldmedaille erringen und belegte auf europäischer Ebene den zweiten Platz.

## Mühlenhof Musikanten
Überregional bekannt wurde Westerloy vor allem als Heimat der Mühlenhof Musikanten. Der Name leitet sich vom Mühlenhof, dem örtlichen Dorfgemeinschaftshaus, ab.

## Verkehr
Die Anbindung Westerloys an den ÖPNV erfolgt durch die Linien 1 und 4 des Bürgerbus-Vereins Westerstede sowie die Regionalbuslinien 351 (Westerstede–Ihausen–Westerstede) und 366 (Westerstede–Apen–Augustfehn).